# 姜姓
姜姓为漢姓之一，也是漢族上古八大姓之一，在《百家姓》排第32，中国大陆第53大姓，在韓國排名第6位。

## 來源
遠祖始於上古時期。传说炎帝神農氏生於姜水，並以水名為姓，後代子孫也相沿為姓。如姜尚、姜维。

## 播遷
漢代姜姓主要分佈於河南一帶，並向關中遷徙。其中於甘肅天水，形成著名的郡望。
至南北朝，姜姓已经在安徽、江苏、浙江等地遷徙，但北方尤其關中，仍為姜姓人口重心。唐宋以後，姜姓进入福建、廣東。
当代姜姓的人口已达到460多万，为全国第五十位姓氏，大约占全国人口的0.37%。在全国的分布目前主要集中于山东、河南、辽宁、内蒙古、黑龙江、吉林，六省大约占姜姓总人口的57%。山东是姜姓第一大省，约占姜姓总人口的11%。

## 姜氏古墓
- 姜相墳（289年－356年）[來源請求]
- 唐朝宰相姜公輔墳墓[來源請求]
- 位於南安市豐州鎮旭山村九日山姜相峰（東峰）東南麓[來源請求]

## 朝鮮姜姓
姜姓是朝鲜族的一个常见姓氏，在大韩民国1985年和2000年的人口统计中都排名第6位，现约有104万人口，主要属于15个不同的本贯。

### 常见本贯
- 晋州姜氏（진주）
- 晋陽姜氏（진양）
- 全州姜氏（전주）
- 江陵姜氏（강릉）
- 慶州姜氏（경주）
- 平壤姜氏（평양）
- 濟州姜氏（제주）
- 羅州姜氏（나주）
- 谷城姜氏（곡성）
- 金海姜氏（김해）
- 衿川姜氏（금천）
- 密陽姜氏（밀양）
- 光州姜氏（광주）
- 順興姜氏（순흥）
- 安東姜氏（안동）
- 忠州姜氏（충주）
- 齊妃姜氏（제비）

## 延伸阅读
[在维基数据编辑]
 《百家姓》
 《欽定古今圖書集成·明倫彙編·氏族典·姜姓部》，出自陈梦雷《古今圖書集成》